# Seis días de Münster
Los Seis días de Münster era una carrera de ciclismo en pista, de la modalidad de seis días, que se corría a Münster (Alemania). Su primera edición data de 1950 y se disputó hasta 1981. En 1987 se intentó relanzar pero sin éxito.

## Palmarés
| Año       | Ganadores                           | Segundos                                | Terceros                                |
| --------- | ----------------------------------- | --------------------------------------- | --------------------------------------- |
| 1950      | Gustav Kilian Jean Roth             | Cor Bakker Henk Lakeman                 | Ludwig Hörmann Jean Schorn              |
| 1951 (1)  | Ferdinando Terruzzi Severino Rigoni | Ludwig Hörmann Hans Hörmann             | Rudi Mirke Jean Roth                    |
| 1951 (2)  | Ferdinando Terruzzi Severino Rigoni | Émile Carrara Guy Lapebie               | Robert Naeye Ernest Thyssen             |
| 1952      | Walter Bucher Jean Roth             | Ferdinando Terruzzi Severino Rigoni     | Reginald Arnold Alfred Strom            |
| 1953      | Walter Bucher Jean Roth             | Werner Holthöfer Hans Preiskeit         | Waldemar Knocke Heinz Zoll              |
| 1954      | Ludwig Hörmann Hans Preiskeit       | Lucien Gillen Ferdinando Terruzzi       | Walter Bucher Jean Roth                 |
| 1955      | Gerrit Peters Gerrit Schulte        | Valentin Petry Walter Schurmann         | Walter Bucher Jean Roth                 |
| 1956      | Manfred Donike Edi Gieseler         | Dominique Forlini Georges Senfftleben   | Valentin Petry Walter Schurmann         |
| 1957      | Armin von Büren Jean Roth           | Heinz Scholl Günther Ziegler            | Herbert Weinrich Heinz Zoll             |
| 1958      | Fritz Pfenninger Jean Roth          | Valentin Petry Klaus Bugdahl            | Even Klamer Knud Lynge                  |
| 1959      | Lucien Gillen Peter Post            | Hans Junkermann Ferdinando Terruzzi     | Fritz Pfenninger Mino De Rossi          |
| 1960      | Hans Junkermann Fritz Pfenninger    | Manfred Donike Rolf Roggendorf          | Walter Bucher Oskar Plattner            |
| 1961      | edición no realizada                |                                         |                                         |
| 1962      | Rudi Altig Hans Junkermann          | Emile Severeyns Rik Van Steenbergen     | Klaus Bugdahl Fritz Pfenninger          |
| 1963      | Freddy Eugen Palle Lykke            | Peter Post Fritz Pfenninger             | Dieter Kemper Horst Oldenburg           |
| 1964      | Dieter Kemper Horst Oldenburg       | Klemens Grossimlinghaus Rolf Roggendorf | Freddy Eugen Palle Lykke                |
| 1965      | Freddy Eugen Palle Lykke            | Klaus Bugdahl Klaus May                 | Hans Junkermann Horst Oldenburg         |
| 1966      | Dieter Kemper Horst Oldenburg       | Klaus Bugdahl Tom Simpson               | Klemens Grossimlinghaus Wilfried Boelke |
| 1967      | Klaus Bugdahl Patrick Sercu         | Dieter Kemper Horst Oldenburg           | Hans Junkermann Wolfgang Schulze        |
| 1968      | Rudi Altig Klaus Bugdahl            | Dieter Kemper Horst Oldenburg           | Freddy Eugen Palle Lykke                |
| 1969      | Wolfgang Schulze Horst Oldenburg    | Wilfried Boelke Wilfried Peffgen        | Freddy Eugen Albert Fritz               |
| 1970      | Alain Van Lancker Klaus Bugdahl     | Rudi Altig Albert Fritz                 | Wolfgang Schulze Wilfried Peffgen       |
| 1971      | Dieter Kemper Klaus Bugdahl         | Wolfgang Schulze Wilfried Peffgen       | Alain Van Lancker Jürgen Tschan         |
| 1972      | Wilfried Peffgen Albert Fritz       | Wolfgang Schulze Jürgen Tschan          | Leo Duyndam René Pijnen                 |
| 1973      | Wilfried Peffgen Albert Fritz       | Dieter Kemper Klaus Bugdahl             | Günther Haritz Udo Hempel               |
| 1974      | Wolfgang Schulze Jürgen Tschan      | Dieter Kemper Klaus Bugdahl             | Günther Haritz Udo Hempel               |
| 1975      | Günther Haritz René Pijnen          | Wolfgang Schulze Jürgen Tschan          | Dieter Kemper Udo Hempel                |
| 1976      | Günther Haritz René Pijnen          | Wilfried Peffgen Albert Fritz           | Wolfgang Schulze Jürgen Tschan          |
| 1977      | Donald Allan Danny Clark            | Günther Haritz René Pijnen              | Wilfried Peffgen Albert Fritz           |
| 1978      | Wilfried Peffgen Albert Fritz       | Roman Hermann Horst Schütz              | Günther Schumacher Udo Hempel           |
| 1979      | Wilfried Peffgen Albert Fritz       | Günther Schumacher Udo Hempel           | Gert Frank René Savary                  |
| 1980      | Donald Allan Danny Clark            | Roman Hermann Horst Schütz              | Wilfried Peffgen Albert Fritz           |
| 1981      | Gert Frank René Pijnen              | Roman Hermann Horst Schütz              | Wilfried Peffgen Albert Fritz           |
| 1982-1986 | ediciones no realizadas             |                                         |                                         |
| 1987      | Roman Hermann Josef Kristen         | Dietrich Thurau Danny Clark             | Dieter Giebken René Pijnen              |
| 1988      | Anthony Doyle Danny Clark           | Volker Diehl Roland Günther             | Roman Hermann Dietrich Thurau           |